# Melanoneura bilineata
Melanoneura bilineata là loài chuồn chuồn trong họ Platycnemididae. Loài này được Fraser mô tả khoa học đầu tiên năm 1922.